# 奧法基姆

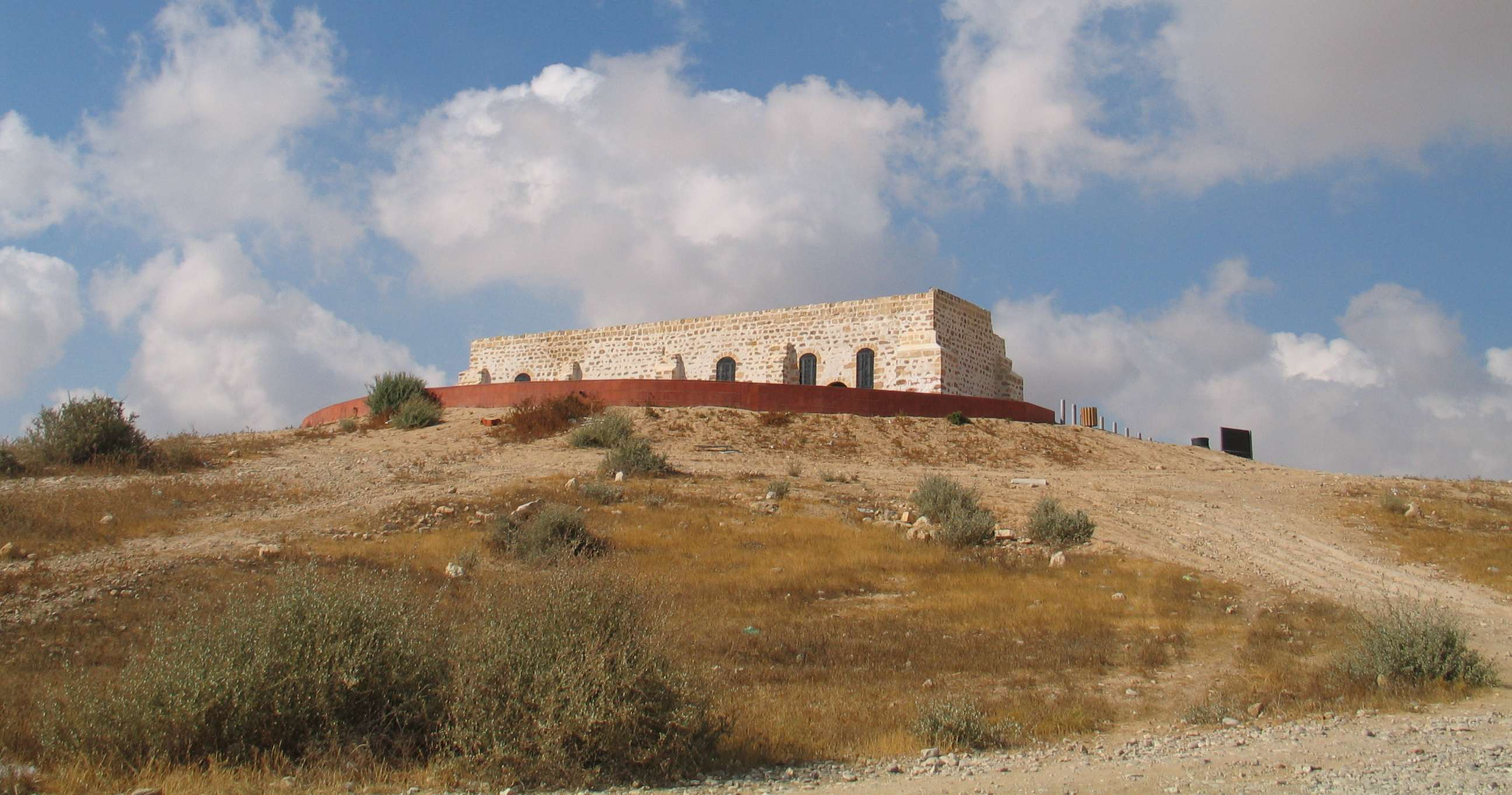

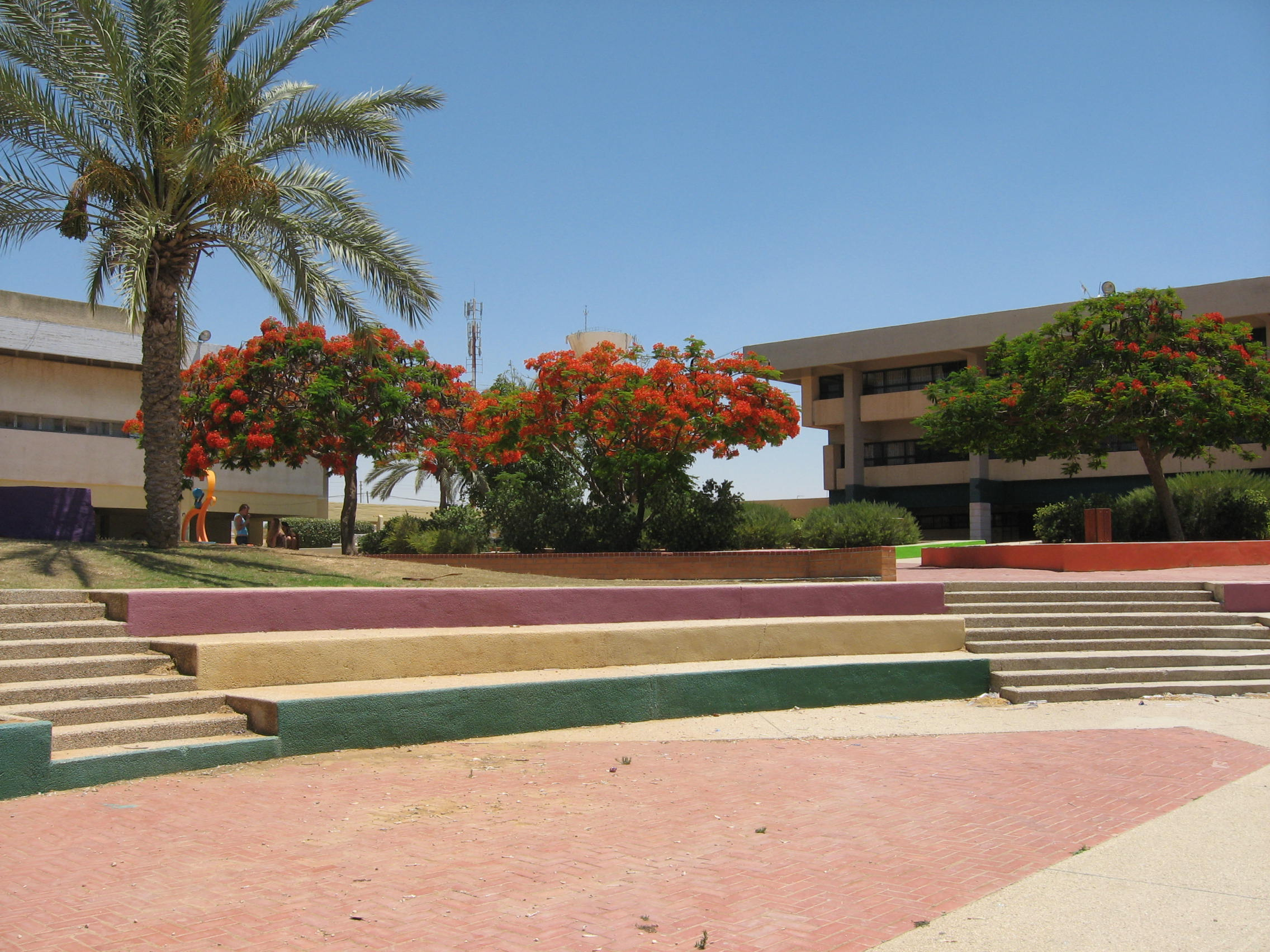

奧法基姆是以色列的城市，位於該國南部貝爾謝巴以西20公里，由南部區負責管轄，始建於1955年，面積10.27平方公里，海拔高度138米，2008年人口24,800。

## 外部連結
- Go south, young men (and women), Haaretz （页面存档备份，存于）